# سی و نه پله
سی و نه پله (انگلیسی: The Thirty-Nine Steps) یک رمان ماجراجویانه نوشته جان باکن نویسنده اهل اسکاتلند است.
کتاب در اصل به عنوان پاورقی در «مجله بلک‌وود» (Blackwood's Magazine) در ماه‌های اوت و سپتامبر ۱۹۱۵ به چاپ شد. اکتبر همان سال انتشارات «ویلیام بلک‌وود و پسران» (William Blackwood & Sons) در ادینبرو تصمیم گرفتند که این پاورقی‌ها را به شکل رمان گردآوری کنند.
در پنج رمان اول، قهرمان یک افسر سازمان اطلاعات به‌نام «ریچارد هنی» است. زمانی که اروپا در معرض جنگ است و همه جا پر از جاسوس‌های سازمان‌های مختلف است. ریچارد هنی تازه از رودزیا در جنوب آفریقا به لندن آمده است تا زندگی جدیدی را شروع کند؛ ولی سازمان جاسوسی بریتانیا به کمک او نیاز پیدا می‌کند تا نقشه‌های یک افسر آلمانی را خنثی کند. نام کتاب برگرفته از جمله اسرارآمیزی است که افسر آلمانی آن را اولین‌بار می‌گوید و قرار است کلید حل معما به دست ریچارد هنی باشد. «۳۹ پله» یکی از اولین رمان‌هایی است که در آن قهرمان «مرد دائم در حال فرار» است که بعدها به‌عنوان یکی از دستمایه‌های اصلی سینمای هالیوود مورد استفاده قرار می‌گیرد.
این رمان منبع اقتباس فیلم‌های زیادی بوده است که معروف‌ترین آنها ۳۹ پله ساخته آلفرد هیچکاک است که سال ۱۹۳۵ ساخته شد. دیگر اقتباس ها عبارتند :
- سی و نه پله (فیلم ۱۹۷۸)
- ۳۹ پله (فیلم ۱۹۵۹)